# Saheltofstrapp
Saheltofstrapp (Lophotis savilei) är en fågel i familjen trappar inom ordningen trappar.

## Utseende och läte
Saheltofstrapp är en rätt liten trapp. Hanen har en beigefärgad tofs som ofta hålls dold och båda könen har svart på buken. I flykten syns svart på yttre delen av vingen och brunt på den inre delen, åtskilt av en vit linje. Arten liknar svartbukig trapp, men är mindre och saknar dennas svarta linje nerför strupen. Lätet är distinkt, med en ringande inledningston följt av en snabb serie visslingar. 

## Utbredning och systematik
Fågeln återfinns i torr savann och törnbuskmarker från sydvästra Mauretanien och Senegal österut till Tchad och centrala Sudan. Den behandlas som monotypisk, det vill säga att den inte delas in i några underarter.

## Status
Arten har ett stort utbredningsområde och beståndet anses stabilt. Internationella naturvårdsunionen IUCN listar den därför som livskraftig (LC).

## Namn
Fågelns vetenskapliga namn hedrar Robert Vesey Savile (1873–1947), överstelöjtnant i British Army, diplomat och guvernör i Darfur i Sudan 1917–1923. Sahel är ett halvtorrt område direkt söder om Sahara.